# Линдквист, Альберт
Фриц Аксель Альберт Линдквист (швед. Fritz Axel Albert Lindqvist; 26 февраля 1888, Лунд, Мальмёхус — 28 марта 1961, Мальмё) — шведский теннисист. Участник летних Олимпийских игр 1920 года.

## Биография
Альберт Линдквист родился 26 февраля 1888 года в шведском городе Лунд.
Выступал в теннисных соревнованиях за клуб «Мальмё».
В 1911 году участвовал в турнире в Стокгольме, дошёл до полуфинала.
В 1920 году вошёл в состав сборной Швеции на летних Олимпийских играх в Антверпене. В одиночном разряде проиграл в 1/32 финала Хосе Мигелю Фернандесу де Лиэнкресу из Испании — 6:0, 2:6, 3:6, 2:6. В смешанном разряде вместе с Сигрид Фик проиграл в 1/16 финала Элизабет д’Айен и Пьеру Хиршу из Франции — 4:6, 2:6.
В 1921 году участвовал в чемпионате мира на крытых кортах в Копенгагене, где выбыл в первом раунде одиночного разряда.
Умер 28 марта 1961 года в шведском городе Мальмё.